# Рождённая свободной (книга)
«Рождённая свободной» (англ. Born Free) — книга, написанная Джой Адамсон и выпущенная в 1960 году издательством «Pantheon Books». Она описывает опыт Адамсон, выращивая львёнка по имени Эльса. Она была переведена на несколько языков и превращена в одноименный фильм 1966 года, удостоенный премии «Оскар»
Книга была переиздана в 2017 году компанией Pan Books в рамках их коллекции, посвященной 70-летию Pan, посвященной их самым любимым, самым продаваемым историям.